# 98, secrets d'une victoire
Pour plus de détails, voir Fiche technique et Distribution.
98, secrets d'une victoire est un téléfilm-documentaire français sur le parcours de l'équipe de France de football à la Coupe du monde de 1998 vu à travers les yeux des joueurs et des membres du staff vingt ans après, réalisé par Nicolas Glimois et Grégoire Margotton, créé et diffusé en 2018.
Il s’agit du seul reportage ayant rassemblé la totalité des joueurs de l’équipe de France 1998[réf. souhaitée].

## Synopsis
Vingt ans après leur victoire à la Coupe du monde de football de 1998, l'ensemble des joueurs et membres du staff de l'équipe de France partagent leurs souvenirs de leur parcours durant cette compétition ; du premier match victorieux contre l'Afrique du Sud à la finale au scénario idéal contre le Brésil, en passant par le but en or contre le Paraguay, les tirs au but contre l'Italie et la demi-finale disputée contre la Croatie, ainsi que les à-côtés, comme la vie à Clairefontaine ou les changements dans l'opinion publique et les médias.

## Fiche technique
- Titre : 98, secrets d'une victoire
- Année de production : 2018
- Réalisateurs : Nicolas Glimois et Grégoire Margotton
- Photo : Arnaud Mansir
- Montage : Pierre Sainteny
- Producteur : Jérôme Saporito
- Son : Joël Flescher et Marc Soupa
- Musique : Jérôme Margotton
- Langue : Français
- Durée : 105 minutes (1h45)
- Date de diffusion : 10 juin 2018

## Diffusion
Le documentaire est diffusé pour la première fois sur TF1 le 10 juin 2018, vingt ans jour pour jour après l'ouverture de la Coupe du monde de football de 1998, et réunit près de 4,8 millions de téléspectateurs, soit 22% de part d'audience, avec un pic à 5,8 millions vers la fin.
Deux jours plus tard, 98, secrets d'une victoire est rediffusé en seconde partie de soirée, entre le match de gala France 98-FIFA 98 réunissant les anciens internationaux et la rediffusion de la finale de 1998, avec les commentaires d'époque de Thierry Roland et Jean-Michel Larqué ; le documentaire de Nicolas Glimois et Grégoire Margotton attire alors 1,53 million de téléspectateurs pour 26,5% de PDA.